# МКС-19
МКС-19 — девятнадцатый долговременный экипаж Международной космической станции. Он начал свою работу на борту станции 28 марта 2009 года, 13:05 UTC в момент стыковки корабля Союз ТМА-14. В МКС-19 входят три человека, это последний экипаж из трёх человек на МКС.
Экспедиция МКС-19 завершилась 29 мая 2009 года, 12:36 UTC в момент стыковки корабля «Союз ТМА-15». Экипаж МКС-19 объединился с экипажем «Союз ТМА-15», образовав новый долговременный экипаж МКС-20, первый экипаж из шести человек.

## Экипаж
| Должность   | 28 марта — 29 мая 2009 | № полёта | Корабль доставки |
| ----------- | ---------------------- | -------- | ---------------- |
| Командир    | Геннадий Падалка, ФКА  | 3        | «Союз ТМА-14»    |
| Бортинженер | Майкл Барратт, NASA    | 1        | «Союз ТМА-14»    |
| Бортинженер | Коити Ваката, JAXA     | 3        | STS-119          |

## Ход экспедиции

### Принятый грузовой корабль
- «Прогресс М-02М», старт 7 мая 2009 года, стыковка 12 мая 2009 года к модулю «Пирс».

### Отстыкованный грузовой корабль
- «Прогресс М-66», отстыковка от модуля «Пирс» 6 мая 2009 года, окончание существования 18 мая 2009 года[2].

### Экспедиция посещения
Экспедиция посещения ЭП-16 в составе космического туриста  Чарльза Симони (второй полёт в качестве космического туриста). Старт 26 марта 2009 года и стыковка 28 марта 2009 года на корабле «Союз ТМА-14» вместе с двумя членами экипажа МКС-19. Отстыковка и посадка 08.04.2009 на корабле «Союз ТМА-13» вместе с двумя членами экипажа МКС-18.